# Prince Rodolphe : L'Héritier de Sissi
Pour plus de détails, voir Fiche technique et Distribution.
Prince Rodolphe : L'Héritier de Sissi (Kronprinz Rudolf) est un téléfilm austro-franco-alémano-italien réalisé par Robert Dornhelm et diffusé en 2006.

## Synopsis
La vie de Rodolphe d'Autriche (1858-1889), archiduc d’Autriche et prince héritier de l’Empire austro-hongrois, mort à 30 ans dans des circonstances mystérieuses.

## Fiche technique
- Réalisation : Robert Dornhelm
- Scénario : Didier Decoin et Klaus Lintschinger
- Musique : Ludwig Eckmann et Jörg Magnus Pfeil
- Durée : 180 min
- Genre : Biographie - Drame
- Pays :  Autriche,  France,  Allemagne,  Italie

## Distribution
- Max von Thun : Rudolf
- Vittoria Puccini : Mary Vetsera
- Caroline Athanasiadis : chanteuse d'opéra
- Gabriel Barylli : Miguel de Braganza
- Wolfgang Böck : Bratfisch (de)
- Klaus Maria Brandauer (VF : Vincent Grass) : empereur François-Joseph
- Renate Brandtner : Gisela
- Andrew Burey : Albrecht
- Sandra Ceccarelli : impératrice Elisabeth
- Julia Cencig : Marie Larisch
- Christian Clavier : Premier ministre Taaffe
- Hilde Dalik : Anna (chez Madame Wolf's)
- Stefanie Dvorak : Ida Ferenczy
- Saskia Fanta : Maid Erna
- Manfred Feller : requérant
- Albert Forter : Dr Widerhofer
- Rainer Fried : père de Sarah
- Michael Friedl : Jewish Boy #2
- Michou Friesz : Madame Wolf
- Pippa Galli : Hanna Vetsera (adulte)
- Daniela Golpashin : Stephanie
- Georg Hauke : Reuss
- Veronika Hepperle : Mary Vetsera (enfant)
- Wolfgang Hübsch : archevêque Schwarzenberg
- Julia Jentsch : Sarah
- Bernd Jeschek : Count Hoyos
- Christian Kainradl : commandant hongrois
- Fritz Karl : archiduc Jean
- Georges Kern : Schönerer
- Karl Maria Kinsky : Brehm
- Michael König : Georges Clemenceau
- Hubert Kramar : Bay Middleton
- Thomas Kratochvil : fiancé de Valérie
- Joachim Król : Moritz Szeps
- Karl Markovics : Bombelles
- Roman Martin : Johann Strauss
- Birgit Minichmayr : Mizzi Kaspar
- Lily Moshen : Valérie (adulte)
- David Oberkogler : serviteur de Canon
- Maxi Österreicher : Jewish Boy #1
- Michael Ostrowski : comte Pista Karolyi
- Nikolaus Paryla : Loschek
- Adolf Peischl : archevêque
- Kimberley Petzl : Valérie (enfant)
- Lothar Michael Proksch : roi Leopold II
- Stefan Puntigam : Bohumil
- Lea Rometsch : Erzsi
- Kimberly Rydel : Hanna Vetsera (enfant)
- Robert Sadil : Official
- Heribert Sasse : Krauss
- Balazs Schallenberg : officier hongrois
- Steven Scheschareg : chanteur d'opéra
- Sabina Schreib : Mary's Maid
- Roland Schröck : Leopold de Bavière
- Dagmar Schwarz : Nun
- Omar Sharif : Hans Canon
- Marcus Siebert : Willigut
- Johannes Silberschneider : Meissner
- Robert Stadlober : empereur Guillaume II
- Otto Tausig : moine capucin
- Alexandra Vandernoot : Helene Vetsera
- Francesca von Habsburg : reine Marie-Henriette